# Cinnycerthia unirufa
Cinnycerthia unirufa es una especie de ave en la familia Troglodytidae.
Se encuentra en Colombia, Ecuador, Perú y Venezuela. Su hábitat natural son bosques montanos húmedos tropicales o subtropicales. No se encuentra amenazado.